# 625 (číslo)
Šest set dvacet pět je přirozené číslo. Následuje po čísle šest set dvacet čtyři a předchází číslu šest set dvacet šest. římskými číslicemi se zapisuje DCXXV a řeckými číslicemi χκε.

## Matematika
625 je:
- Čtvercové číslo
- Deficientní číslo
- Složené číslo
- Nešťastné číslo
- Součet sedmi po sobě jdoucích prvočísel (73 + 79 + 83 + 89 + 97 + 101 + 103)
- Součet číslic druhé mocniny čísla 625 (390 625) je odmocnina čísla 625[1]

## Astronomie
- (625) Xenia je planetka hlavního pásu, kterou objevil v roce 1907 August Kopff

## Roky
- 625
- 625 př. n. l.